# XL Airways France
XL Airways France (mã IATA = SE, mã ICAO = XLF) là hãng hàng không, trụ sở ở Tremblay-en-France, Paris, Pháp. Hãng có các tuyến đường chở khách thường xuyên cũng như chở khách thuê bao từng chuyến. Căn cứ chính của hãng ở Sân bay quốc tế Charles de Gaulle.

## Lịch sử
Hãng được thành lập năm 1995 dưới tên Star Airlines do Transat A.T. làm chủ. Ngày 22.11.2006  (của Vương quốc Anh) mua hãng này và đổi tên thành XL Airways France.

## Các nơi đến

### châu Phi
- Cairo
- Cap Skirring
- Dakar
- Djerba
- Hurghada
- Luxor
- Marrakech
- Monastir
- Sharm El Sheik
- Tetouan
- Tunis

### México
- Cancún

### Cuba
- Santiago
- Varadero

### châu Âu
- Ajaccio
- Alicante
- Antalya
- Araxos
- Athens
- Catania
- Corfou
- Faro (Bồ Đào Nha)
- Larnaca
- Heraklion
- Ibiza
- İzmir
- Kos
- Mallorca
- Málaga
- Olbia
- Palermo
- Porto
- Rhodes
- Split
- Tenerife
- Venice
- Xeres

### Ấn Độ Dương
- Colombo
- Maldives
- Seychelles

### Tây Nam Á
- Beirut (nay đã ngưng)
- Tel Aviv

## Đội máy bay
(Tháng 3/2008):
- 2 Airbus A320-200
- 2 Airbus A330-200
- 1 Airbus A330-300

Tính tới tháng 3/2006, tuổi trung bình các máy bay của XL Airways France là 7 năm.